# Lot 31 (Île-du-Prince-Édouard)
Lot 31 est un canton dans le comté de Queens, Île-du-Prince-Édouard, Canada. Il fait partie de la Paroisse Hillsboro.

## Population
- 1 634 (recensement de 2001)[1]
- 1 616 (recensement de 2006)[1]
- 1 634 (recensement de 2011)[2]

## Communautés
Incorporé :
- Clyde River
- Darlington
- Kingston
- Meadow Bank
- North Wiltshire

Non-incorporé :
- Brookfield
- Churchill
- Hampshire